# Été théâtral de Villers-la-Ville
 (mai 2025).
L'Été théâtral de Villers-la-Ville est un festival de théâtre, accueillant depuis 1987 de grands spectacles populaires produits par la société de production DEL Diffusion, alors créée par Patrick de Longrée et Rinus Vanelslander.

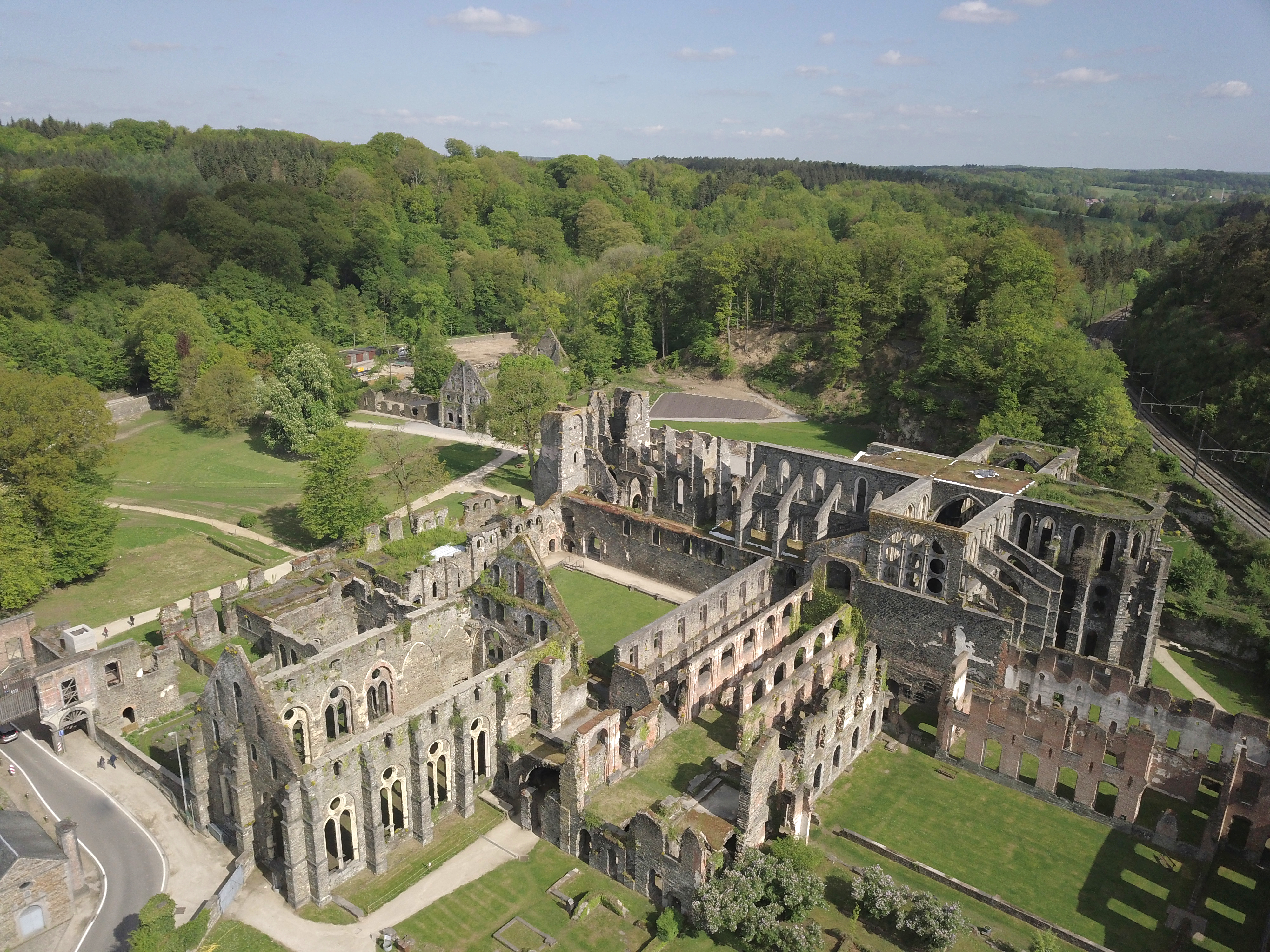
À l'intérieur du cadre général des ruines de Villers, la scène se déplace en deux ou trois endroits différents

Les représentations amènent les spectateurs à se déplacer dans les différents lieux de l'abbaye au fil de l'action dramatique et sont marquées par la dimension épique des œuvres présentées et l'ampleur des moyens techniques mis en œuvre. Les projets présenté sont variés, les pièces classiques (Cyrano de Bergerac, Hamlet, Roméo et Juliette) alternant avec des projets plus complexes (Athalie de Racine, La Belle au bois dormant) parfois écrits spécialement pour l'occasion, et des adaptations de grandes œuvres littéraires (Thyl Ulenspiegel, La Reine Margot, Les Misérables, Le Nom de la rose, Notre-Dame de Paris, Le Petit Prince). Les mises en scène de ces spectacles sont confiées à un créateur différent d’une année à l’autre et associent des collaborateurs artistiques de premier plan aptes à maîtriser les enjeux scénographiques et technologiques des créations.
Le festival est co-financé par des subventions publiques (Province du Brabant wallon, Région wallonne, Fédération Wallonie-Bruxelles) et des fonds privés (sponsoring). Le coût des productions varie de 700 000 à 1 million d'euros, le public contribuant à hauteur de 60 % à l'équilibre des productions qui est constant depuis 1987. Les spectacles ont lieu en soirée et la saison, qui dure de la mi-juillet à la mi-août, attire entre 20 000 et 30 000 spectateurs.
Avec plus de 650 000 spectateurs depuis sa création, l'Été théâtral de Villers-la-Ville est un haut lieu du spectacle vivant dans le paysage belge et constitue également un enjeu majeur pour l'abbaye.

## Spectacles présentés
- 1987 : Barabbas, de Michel de Ghelderode
- 1988 : Roméo et Juliette, de William Shakespeare
- 1989 : Torquemada, de Victor Hugo
- 1990 : Cyrano de Bergerac, d'Edmond Rostand
- 1991 : Quasimodo, d'après Notre-Dame de Paris de Victor Hugo
- 1992 : Athalie, de Jean Racine
- 1993 : Faust, de Johann Wolfgang von Goethe
- 1994 : La Belle au bois dormant, de Laurence Vielle et Vincent Marganne
- 1995 : Hamlet, de William Shakespeare
- 1996 : Barabbas, de Michel de Ghelderode (nouvelle version)
- 1997 : Angelo, tyran de Padoue, de Victor Hugo
- 1998 : Images de la vie de Saint François d'Assise, de Michel de Ghelderode
- 1999 : Dom Juan, de Molière
- 2000 : Thyl Ulenspiegel, épopée musicale d'après Charles De Coster
- 2001 : La Reine Margot, d'après Alexandre Dumas
- 2002 : Les Misérables, d'après Victor Hugo
- 2003 : Macbeth de William Shakespeare
- 2004 : Jesus Christ Superstar, opéra-rock d'Andrew Lloyd Webber et Tim Rice
- 2005 : Salomé, d'Oscar Wilde
- 2006 : La Balade du Grand Macabre, de Michel de Ghelderode
- 2007 : Dracula, d'après Bram Stoker
- 2008 : Le Bossu, d'après Paul Féval
- 2009 : L'Avare, d'après Molière
- 2010 : Milady, d'après Éric-Emmanuel Schmitt
- 2011 : Le Nom de la rose, d'après Umberto Eco
- 2012 : Don Camillo, d'après Giovannino Guareschi
- 2013 : Frankenstein d'après Frankenstein ou le Prométhée moderne, de Mary Shelley
- 2014 : Pinocchio, d'après Les Aventures de Pinocchio de Carlo Collodi
- 2015 : Le Malade imaginaire, de Molière
- 2016 : Amadeus, de Peter Shaffer
- 2017 : Le Capitaine Fracasse, de Théophile Gautier
- 2018 : Caligula, d'Albert Camus
- 2019 : Cyrano de Bergerac, d'Edmond Rostand
- 2020 : Notre Dame de Paris, d'après Victor Hugo
- 2021 : Le Petit Prince d'après Antoine de Saint-Exupéry
- 2022 : Roméo et Juliette, de William Shakespeare
- 2023 : Lucrèce Borgia
- 2024 : Le Procès de Jeanne d'Arc, d'après G. Bernard Shaw

## Metteurs en scène
(par ordre alphabétique)
Pierre Abs, Gildas Bourdet, Alain Brunard, Bruno Bulté, Thierry Debroux, Emmanuel Dekoninck, Armand Delcampe, Frédéric Dussenne, Jean Mark Favorin, Alexis Goslain, Michel Guillou, Dominique Haumont, Jean-Claude Idée, Richard Kalisz, Georges Lini, Patrice Mincke, Pietro Pizzuti, Pascal Racan, Daniel Scahaise, Stephen Shank, Éric De Staercke.